# Phallus de chien
Mutinus caninus
Espèce
Mutinus caninus, de ses noms vernaculaires, Phalle ou Phallus de chien, ou Satyre du chien est un champignon agaricomycète du genre Mutinus et de la famille des Phallaceae.
Contrairement au genre Phallus (Satyre puant), les espèces du genre Mutinus sont beaucoup plus grêles et n'ont pas de "chapeau" séparable, la gléba recouvrant plus ou moins la partie supérieure du stipe.

## Description
Le primordium de Mutinus caninus sort d'un œuf ovoïde, piriforme ou cylindracé, jusqu'à 4 × 2 cm, relié à plusieurs longs cordons mycéliens, appelés rhizoïdes. À la coupe, comme les Phallus mais l'amande est plus étirée et rougeâtre,.
L'adulte mesure 8-10 (15) cm de haut et 5 à 10 mm de diamètre au niveau de la partie fertile".
À la différence des Mutins tropicaux (Mutinus elegans, bambussinus, ou américains (Mutinus ravenelii), le Satyre du chien est "capité" par une courte "tête" adhérente, nettement délimitée par un renflement et une dépression, peu pointue en forme d'amande, contrastant aussi par sa couleur rouge orangé sous la gléba vert olive sombre,,.
Le stipe est cylindracé, souvent courbé à maturité, grêle et fragile, un peu plus épais au sommet, blanchâtre puis jaune orangé clair, rarement rosé, longuement enveloppé à la base par une volve allongée, molle et blanche,.
Odeur de tabac, de fruit, désagréable seulement à 10-20 cm de distance du nez humain,.
Comme chez le Phallus, le péridium est composé de trois couches, la couche interne étant gélatineuse et ambrée.
Spores 4-5 x 1-2,5 µm, cylindro-elliptiques, hyalines, lisses. Basides à 6-spores,,.
Assez rare en France mais largement distribué et pouvant être fréquent localement dans les régions tempérées, de juillet à novembre, surtout dans les forêts de charmes, de chênes ou de hêtres, et plus rarement dans l'humus d'autres bois, jardins et parcs (conifères),.

## Galerie

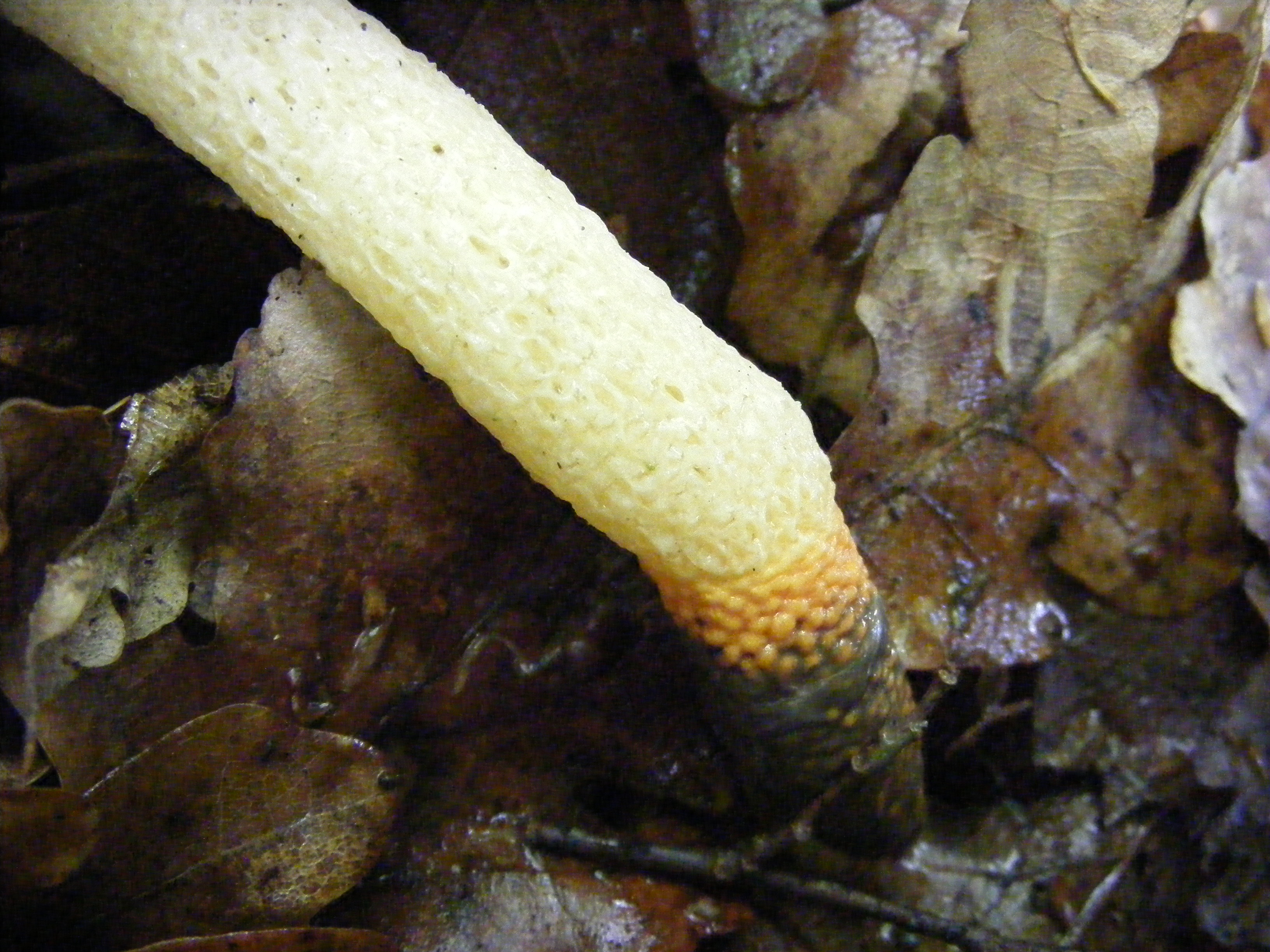
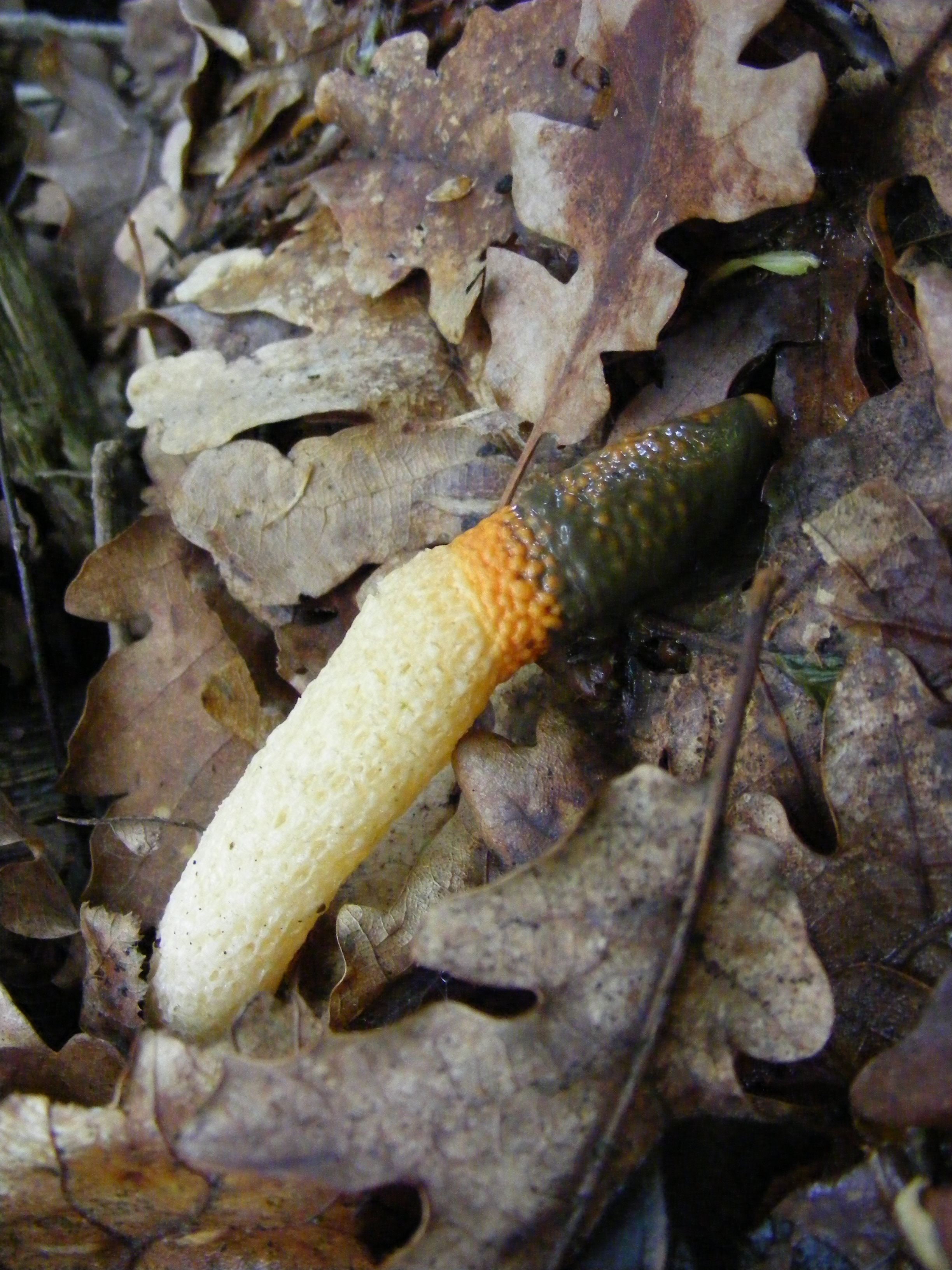
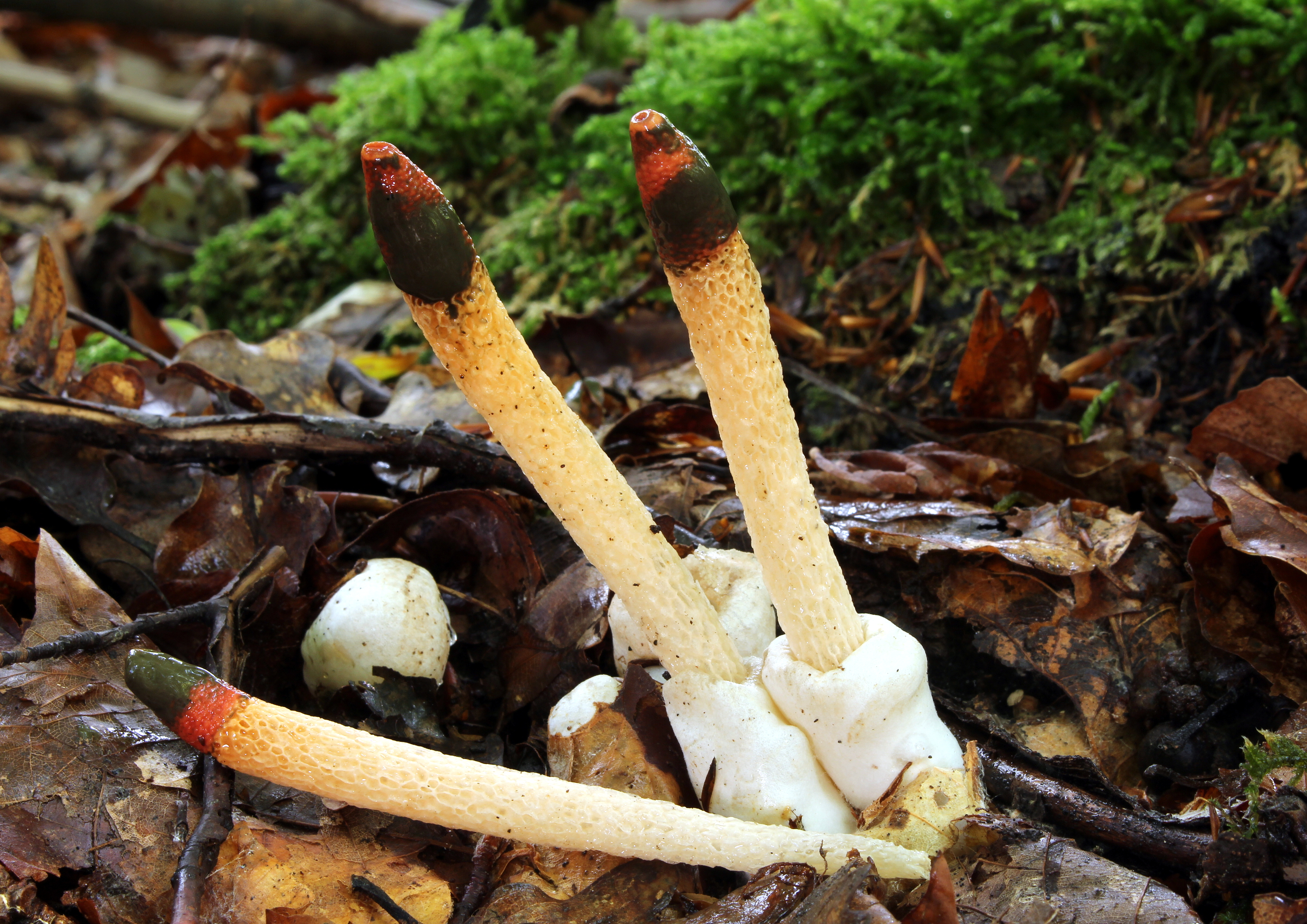
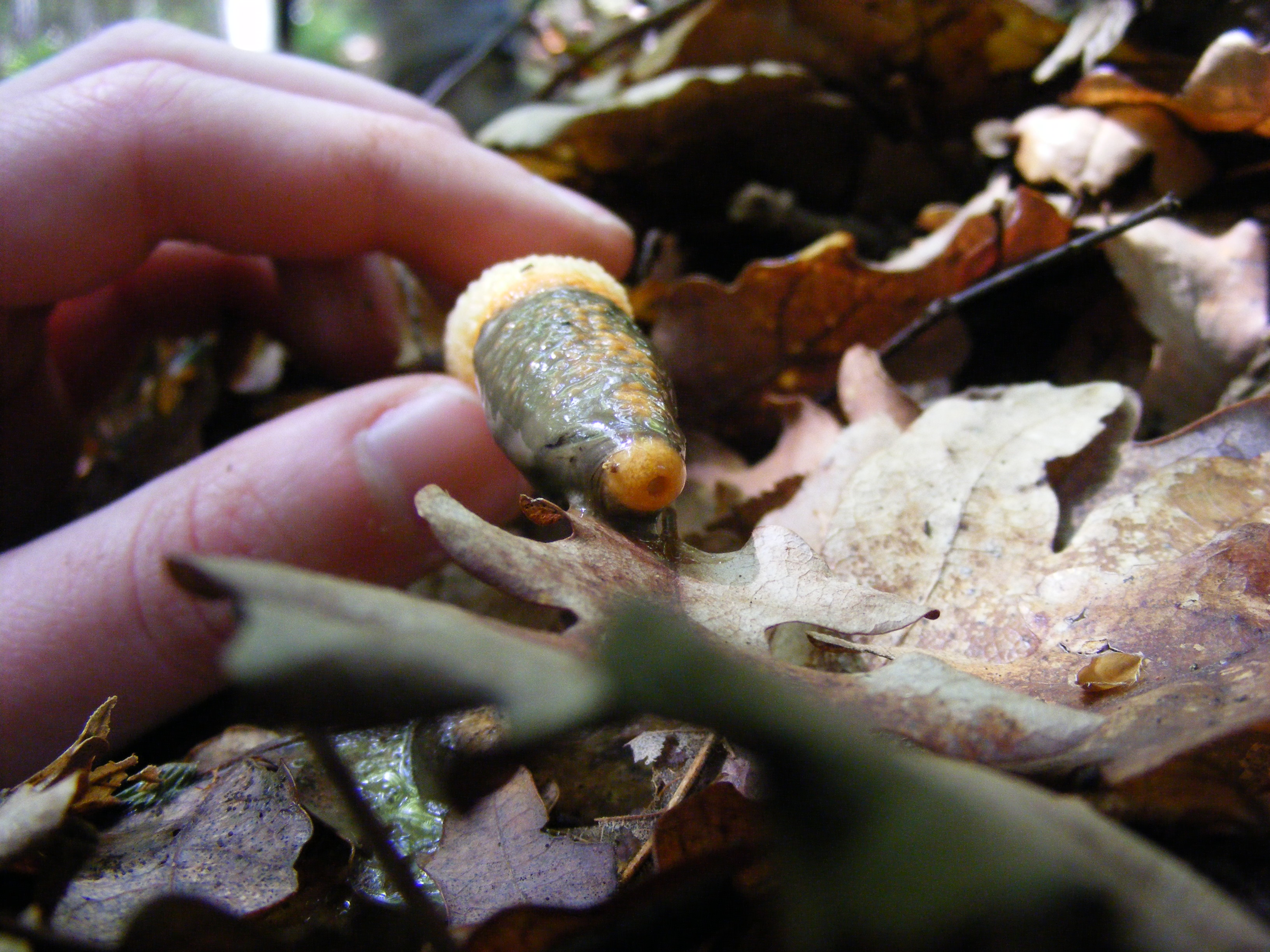
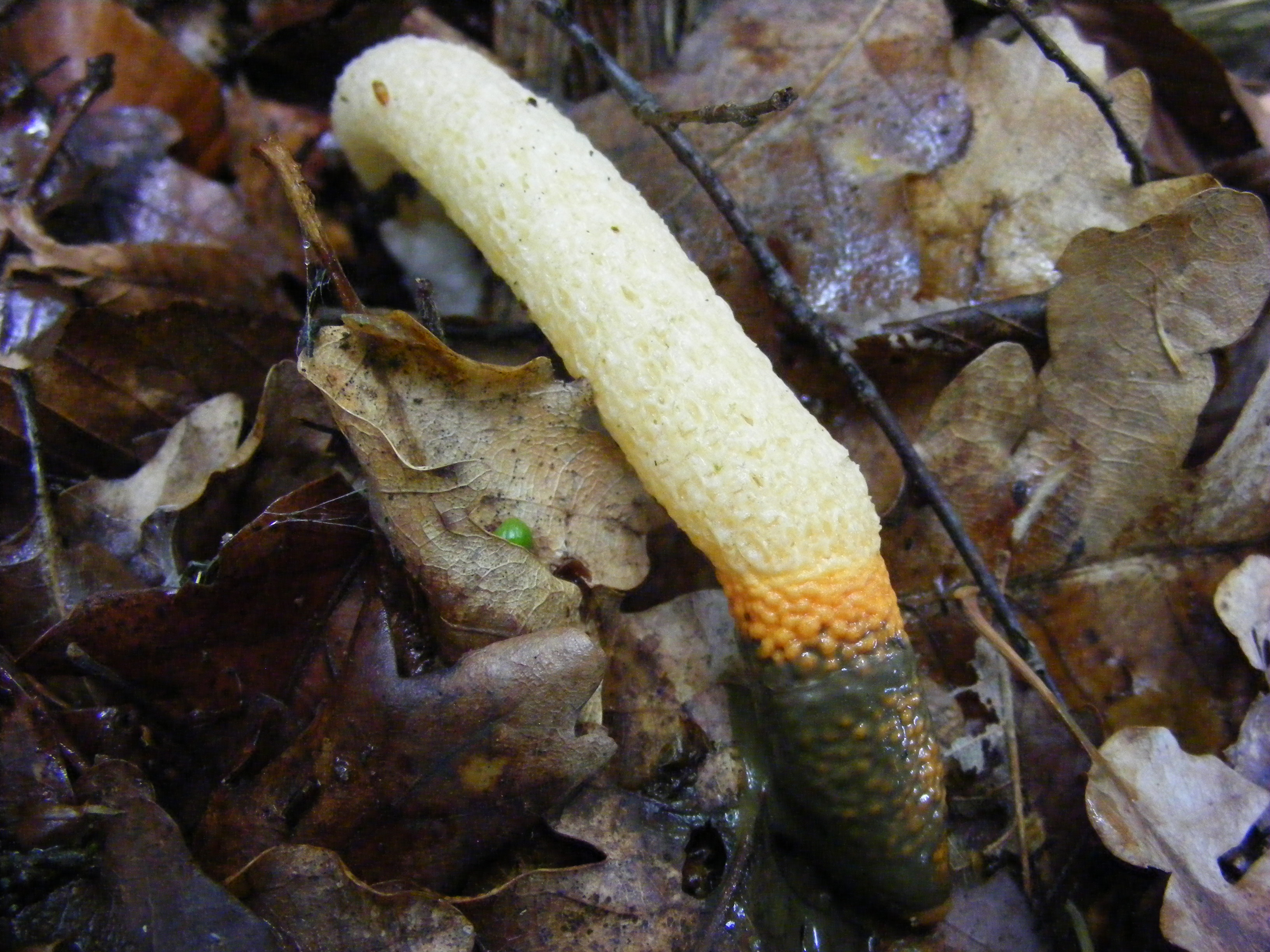
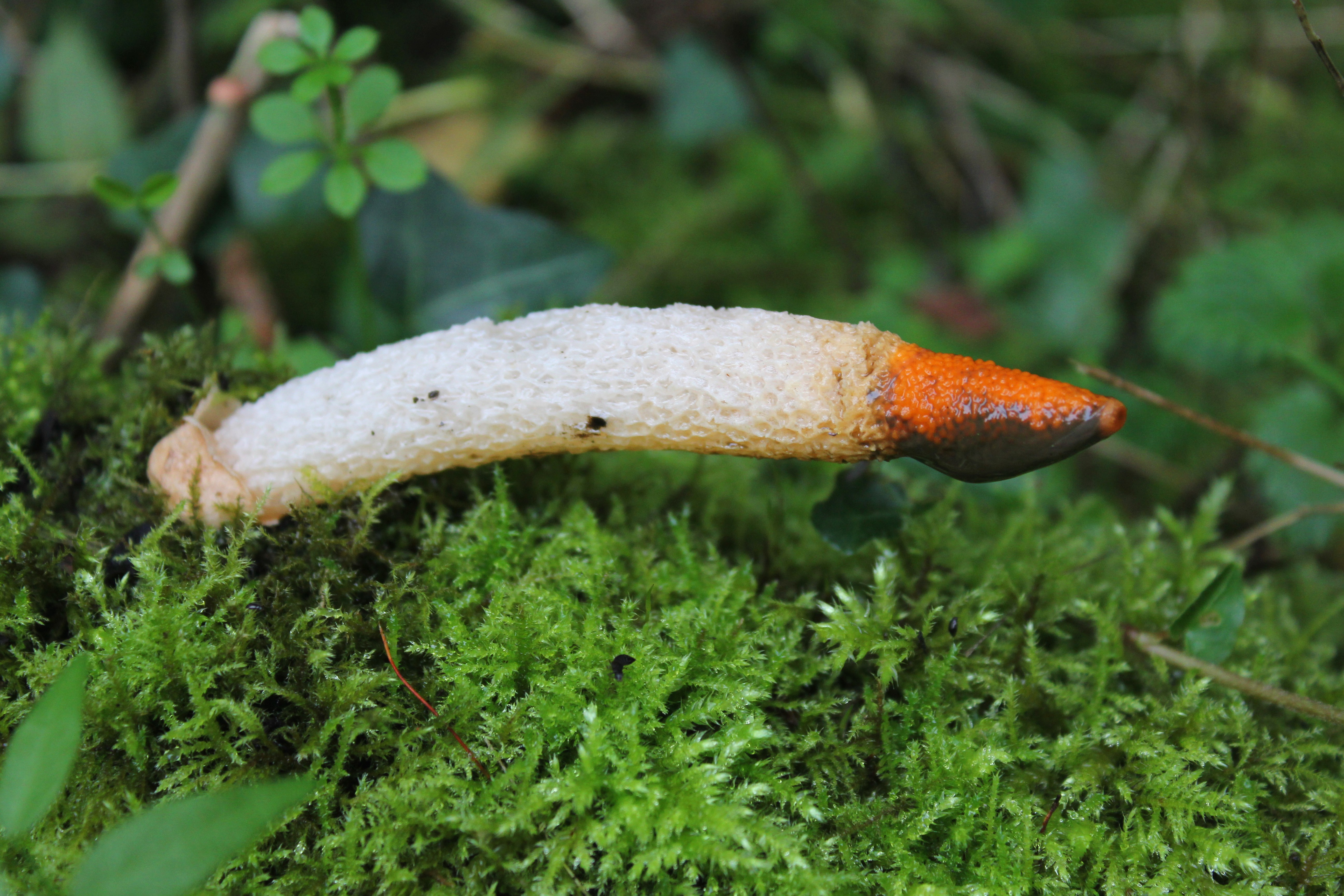
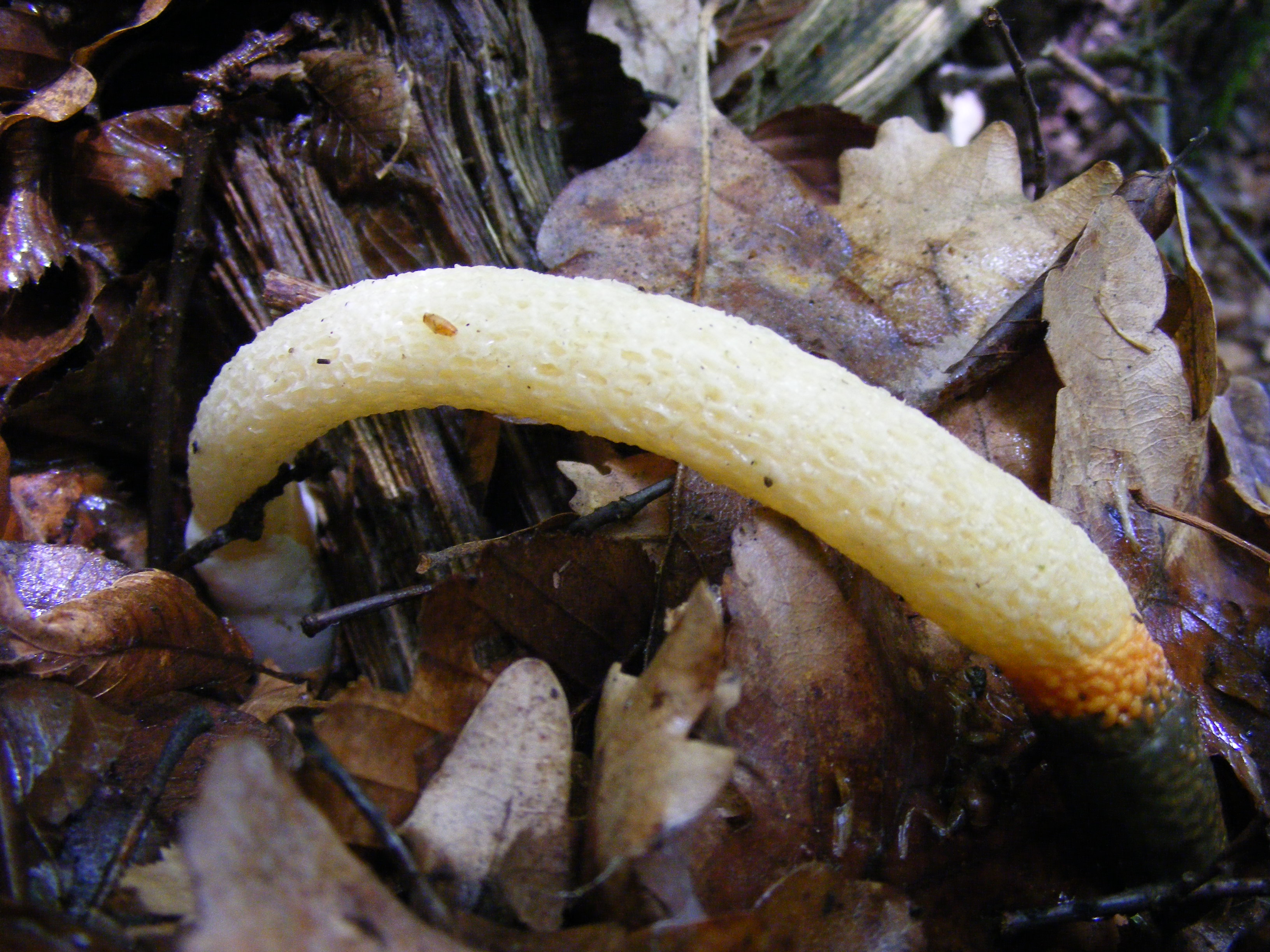